# Freestyle-Skiing-Weltcup 1984
Die Saison 1984 war die 5. Saison des von der Fédération Internationale de Ski (FIS) veranstalteten Freestyle-Skiing-Weltcups. Sie begann am 13. Januar 1984 in Stoneham und endete am 29. März 1984 in Tignes. Ausgetragen wurden Wettbewerbe in den Disziplinen Aerials (Springen), Moguls (Buckelpiste), Ballett und in der Kombination.

## Männer

### Weltcupwertungen
| Rang | Name              | Punkte |
| ---- | ----------------- | ------ |
| 1.   | Alain Laroche     | 74     |
| 2.   | Bruce Bolesky     | 66     |
| 3.   | Éric Laboureix    | 60     |
| 4.   | Peter Judge       | 58     |
| 5.   | Murray Cluff      | 53     |
| 6.   | Chris Simboli     | 51     |
| 7.   | Roch Otis         | 44     |
| 8.   | Kris Feddersen    | 33     |
| 9.   | Nelson Carmichael | 30     |
| 10.  | Cooper Schell     | 29     |

| Rang | Name              | Punkte |
| ---- | ----------------- | ------ |
| 1.   | Yves Laroche      | 148    |
| 2.   | Pierre Poulin     | 144    |
| 3.   | Lloyd Langlois    | 139    |
| 4.   | Alain Laroche     | 137    |
| 5.   | Chris Simboli     | 119    |
| 6.   | Peter Judge       | 116    |
| 7.   | Thomas Überall    | 113    |
| 8.   | Roch Otis         | 112    |
| 9.   | Jean-Marc Bacquin | 109    |
| 10.  | Craig Clow        | 106    |

| Rang | Name            | Punkte |
| ---- | --------------- | ------ |
| 1.   | Philippe Bron   | 142    |
| 2.   | Jean Dutruilh   | 139    |
| 3.   | Lasse Fahlén    | 137    |
| 4.   | Bill Keenan     | 134    |
| 5.   | Mauro Mottini   | 134    |
| 6.   | Cooper Schell   | 128    |
| 7.   | Philippe Deiber | 126    |
| 8.   | Steve Desovich  | 107    |
| 9.   | Ivan Mahlknecht | 101    |
| 10.  | Éric Laboureix  | 101    |

| Rang | Name               | Punkte |
| ---- | ------------------ | ------ |
| 1.   | Richard Schabl     | 148    |
| 2.   | Hermann Reitberger | 148    |
| 3.   | Lane Spina         | 139    |
| 4.   | Alain Laroche      | 130    |
| 5.   | Bruce Bolesky      | 123    |
| 6.   | Éric Laboureix     | 121    |
| 7.   | Ernst Garhammer    | 119    |
| 8.   | Chris Simboli      | 106    |
| 9.   | Peter Judge        | 99     |
| 10.  | Murray Cluff       | 98     |

| Rang | Name              | Punkte |
| ---- | ----------------- | ------ |
| 1.   | Alain Laroche     | 88     |
| 2.   | Bruce Bolesky     | 84     |
| 3.   | Éric Laboureix    | 80     |
| 4.   | Peter Judge       | 76     |
| 5.   | Murray Cluff      | 73     |
| 6.   | Chris Simboli     | 66     |
| 7.   | Roch Otis         | 60     |
| 8.   | Kris Feddersen    | 34     |
| 9.   | Nelson Carmichael | 33     |
| 10.  | John Witt         | 30     |

### Podestplätze

#### Moguls
| Datum            | Ort               | Disz. | 1. Platz        | 2. Platz        | 3. Platz        |
| ---------------- | ----------------- | ----- | --------------- | --------------- | --------------- |
| 13. Januar 1984  | Stoneham          | MO    | Philippe Bron   | Bill Keenan     | Lasse Fahlén    |
| 20. Januar 1984  | Breckenridge      | MO    | John Witt       | Jean Dutruilh   | Philippe Bron   |
| 5. Februar 1984  | Courchevel        | MO    | Jean Dutruilh   | Philippe Deiber | Gunnar Moberg   |
| 27. Februar 1984 | Göstling          | MO    | Bill Keenan     | Lasse Fahlén    | Philippe Bron   |
| 2. März 1984     | Oberjoch          | MO    | Philippe Deiber | Mauro Mottini   | Cooper Schell   |
| 8. März 1984     | Campitello Matese | MO    | Mauro Mottini   | Jean Dutruilh   | Philippe Bron   |
| 11. März 1984    | Campitello Matese | MO    | Lasse Fahlén    | Cooper Schell   | Philippe Deiber |
| 21. März 1984    | Sälen             | MO    | Bill Keenan     | Philippe Bron   | Lasse Fahlén    |
| 28. März 1984    | Tignes            | MO    | Jean Dutruilh   | Philippe Bron   | Steve Desovich  |

#### Aerials
| Datum            | Ort               | Disz. | 1. Platz      | 2. Platz       | 3. Platz          |
| ---------------- | ----------------- | ----- | ------------- | -------------- | ----------------- |
| 15. Januar 1984  | Stoneham          | AE    | Yves Laroche  | Sandro Wirth   | Alain Laroche     |
| 21. Januar 1984  | Breckenridge      | AE    | Yves Laroche  | Alain Laroche  | Sandro Wirth      |
| 4. Februar 1984  | Courchevel        | AE    | Pierre Poulin | Sandro Wirth   | Alain Laroche     |
| 27. Februar 1984 | Göstling          | AE    | Pierre Poulin | Lloyd Langlois | Alain Laroche     |
| 29. Februar 1984 | Ravascletto       | AE    | Craig Clow    | Roch Otis      | Jean-Marc Bacquin |
| 4. März 1984     | Oberjoch          | AE    | Pierre Poulin | Yves Laroche   | Alain Laroche     |
| 12. März 1984    | Campitello Matese | AE    | Yves Laroche  | Lloyd Langlois | Chris Simboli     |
| 22. März 1984    | Sälen             | AE    | Pierre Poulin | Yves Laroche   | Lloyd Langlois    |
| 29. März 1984    | Tignes            | AE    | Yves Laroche  | Lloyd Langlois | Chris Simboli     |

#### Ballett
| Datum            | Ort          | Disz. | 1. Platz           | 2. Platz           | 3. Platz           |
| ---------------- | ------------ | ----- | ------------------ | ------------------ | ------------------ |
| 14. Januar 1984  | Stoneham     | AC    | Hermann Reitberger | Richard Schabl     | Daniel Cote        |
| 20. Januar 1984  | Breckenridge | AC    | Richard Schabl     | Lane Spina         | Hermann Reitberger |
| 3. Februar 1984  | Courchevel   | AC    | Hermann Reitberger | Richard Schabl     | Lane Spina         |
| 25. Februar 1984 | Göstling     | AC    | Hermann Reitberger | Richard Schabl     | Ernst Garhammer    |
| 28. Februar 1984 | Ravascletto  | AC    | Hermann Reitberger | Richard Schabl     | Alain Laroche      |
| 3. März 1984     | Oberjoch     | AC    | Richard Schabl     | Lane Spina         | Hermann Reitberger |
| 20. März 1984    | Sälen        | AC    | Richard Schabl     | Hermann Reitberger | Lane Spina         |
| 27. März 1984    | Tignes       | AC    | Richard Schabl     | Hermann Reitberger | Lane Spina         |

#### Kombination
| Datum            | Ort               | Disz. | 1. Platz       | 2. Platz       | 3. Platz       |
| ---------------- | ----------------- | ----- | -------------- | -------------- | -------------- |
| 15. Januar 1984  | Stoneham          | CO    | Bruce Bolesky  | Peter Judge    | Éric Laboureix |
| 21. Januar 1984  | Breckenridge      | CO    | Bruce Bolesky  | Alain Laroche  | Murray Cluff   |
| 5. Februar 1984  | Courchevel        | CO    | Alain Laroche  | Éric Laboureix | Murray Cluff   |
| 27. Februar 1984 | Göstling          | CO    | Alain Laroche  | Peter Judge    | Éric Laboureix |
| 4. März 1984     | Oberjoch          | CO    | Alain Laroche  | Peter Judge    | Bruce Bolesky  |
| 8. März 1984     | Campitello Matese | CO    | Éric Laboureix | Bruce Bolesky  | Murray Cluff   |
| 22. März 1984    | Sälen             | CO    | Bruce Bolesky  | Alain Laroche  | Éric Laboureix |
| 29. März 1984    | Tignes            | CO    | Alain Laroche  | Chris Simboli  | Peter Judge    |

## Frauen

### Weltcupwertungen
| Rang | Name              | Punkte |
| ---- | ----------------- | ------ |
| 1.   | Conny Kissling    | 36     |
| 2.   | Catherine Frarier | 30     |
| 3.   | Meredith Gardner  | 18     |
| 4.   | Eveline Wirth     | 16     |
| 5.   | Anna Fraser       | 16     |
| 6.   | Lucie Barma       | 15     |
| 7.   | Anika Wignas      | 13     |
| 8.   | Jan Bucher        | 12     |
| 9.   | Hilary Engisch    | 12     |
| 10.  | Brigitte de Roche | 11     |

| Rang | Name              | Punkte |
| ---- | ----------------- | ------ |
| 1.   | Eveline Wirth     | 71     |
| 2.   | Conny Kissling    | 62     |
| 3.   | Andrea Amann      | 59     |
| 4.   | Meredith Gardner  | 54     |
| 5.   | Catherine Frarier | 51     |
| 6.   | Anika Wignas      | 50     |
| 7.   | Anna Fraser       | 50     |
| 8.   | Brigitte de Roche | 43     |
| 9.   | Maria Quintana    | 38     |
| 10.  | Lyn Grosse        | 24     |

| Rang | Name              | Punkte |
| ---- | ----------------- | ------ |
| 1.   | Hilary Engisch    | 70     |
| 2.   | Hayley Wolff      | 63     |
| 3.   | Erika Gallizzi    | 63     |
| 4.   | Mary Jo Tiampo    | 62     |
| 5.   | Madeline Uvhagen  | 53     |
| 6.   | Laura Colnaghi    | 52     |
| 7.   | Catherine Frarier | 51     |
| 8.   | Conny Kissling    | 43     |
| 9.   | Lucie Barma       | 40     |
| 10.  | Anne Gilbert      | 29     |

| Rang | Name              | Punkte |
| ---- | ----------------- | ------ |
| 1.   | Jan Bucher        | 72     |
| 2.   | Christine Rossi   | 68     |
| 3.   | Conny Kissling    | 63     |
| 4.   | Lucie Barma       | 52     |
| 5.   | Ellen Breen       | 50     |
| 6.   | Greti Fürlinger   | 49     |
| 7.   | Catherine Frarier | 36     |
| 8.   | Hedy Garhammer    | 25     |
| 9.   | Anna Fraser       | 17     |
| 10.  | Annki Brattsell   | 17     |

| Rang | Name              | Punkte |
| ---- | ----------------- | ------ |
| 1.   | Conny Kissling    | 48     |
| 2.   | Catherine Frarier | 44     |
| 3.   | Meredith Gardner  | 31     |
| 4.   | Anna Fraser       | 25     |
| 5.   | Anne Gilbert      | 18     |
| 6.   | Brigitte de Roche | 17     |
| 7.   | Anika Wignas      | 14     |
| 8.   | Eveline Wirth     | 12     |
| 9.   | Diana Williams    | 11     |
| 10.  | Silvia Marciandi  | 6      |

### Podestplätze

#### Moguls
| Datum            | Ort               | Disz. | 1. Platz          | 2. Platz       | 3. Platz          |
| ---------------- | ----------------- | ----- | ----------------- | -------------- | ----------------- |
| 13. Januar 1984  | Stoneham          | MO    | Hilary Engisch    | Mary Jo Tiampo | Erika Gallizzi    |
| 20. Januar 1984  | Breckenridge      | MO    | Hayley Wolff      | Mary Jo Tiampo | Hilary Engisch    |
| 5. Februar 1984  | Courchevel        | MO    | Catherine Frarier | Erika Gallizzi | Anne Gilbert      |
| 27. Februar 1984 | Göstling          | MO    | Mary Jo Tiampo    | Hayley Wolff   | Catherine Frarier |
| 2. März 1984     | Oberjoch          | MO    | Madeline Uvhagen  | Erika Gallizzi | Hayley Wolff      |
| 8. März 1984     | Campitello Matese | MO    | Hilary Engisch    | Laura Colnaghi | Erika Gallizzi    |
| 11. März 1984    | Campitello Matese | MO    | Hilary Engisch    | Hayley Wolff   | Madeline Uvhagen  |
| 21. März 1984    | Sälen             | MO    | Hilary Engisch    | Hayley Wolff   | Erika Gallizzi    |
| 28. März 1984    | Tignes            | MO    | Hilary Engisch    | Erika Gallizzi | Mary Jo Tiampo    |

#### Aerials
| Datum            | Ort               | Disz. | 1. Platz          | 2. Platz          | 3. Platz         |
| ---------------- | ----------------- | ----- | ----------------- | ----------------- | ---------------- |
| 15. Januar 1984  | Stoneham          | AE    | Conny Kissling    | Catherine Frarier | Maria Quintana   |
| 21. Januar 1984  | Breckenridge      | AE    | Catherine Frarier | Maria Quintana    | Anna Fraser      |
| 4. Februar 1984  | Courchevel        | AE    | Maria Quintana    | Eveline Wirth     | Anika Wignas     |
| 27. Februar 1984 | Göstling          | AE    | Eveline Wirth     | Meredith Gardner  | Andrea Amann     |
| 29. Februar 1984 | Ravascletto       | AE    | Eveline Wirth     | Conny Kissling    | Andrea Amann     |
| 4. März 1984     | Oberjoch          | AE    | Eveline Wirth     | Andrea Amann      | Anika Wignas     |
| 12. März 1984    | Campitello Matese | AE    | Anika Wignas      | Conny Kissling    | Lyn Grosse       |
| 22. März 1984    | Sälen             | AE    | Eveline Wirth     | Andrea Amann      | Conny Kissling   |
| 29. März 1984    | Tignes            | AE    | Eveline Wirth     | Lyn Grosse        | Meredith Gardner |

#### Ballett
| Datum            | Ort          | Disz. | 1. Platz        | 2. Platz        | 3. Platz        |
| ---------------- | ------------ | ----- | --------------- | --------------- | --------------- |
| 14. Januar 1984  | Stoneham     | AC    | Christine Rossi | Jan Bucher      | Conny Kissling  |
| 20. Januar 1984  | Breckenridge | AC    | Jan Bucher      | Conny Kissling  | Christine Rossi |
| 3. Februar 1984  | Courchevel   | AC    | Jan Bucher      | Christine Rossi | Conny Kissling  |
| 25. Februar 1984 | Göstling     | AC    | Christine Rossi | Conny Kissling  | Jan Bucher      |
| 28. Februar 1984 | Ravascletto  | AC    | Jan Bucher      | Conny Kissling  | Christine Rossi |
| 3. März 1984     | Oberjoch     | AC    | Jan Bucher      | Christine Rossi | Conny Kissling  |
| 20. März 1984    | Sälen        | AC    | Jan Bucher      | Christine Rossi | Conny Kissling  |
| 27. März 1984    | Tignes       | AC    | Jan Bucher      | Christine Rossi | Conny Kissling  |

#### Kombination
| Datum            | Ort               | Disz. | 1. Platz          | 2. Platz          | 3. Platz         |
| ---------------- | ----------------- | ----- | ----------------- | ----------------- | ---------------- |
| 15. Januar 1984  | Stoneham          | CO    | Conny Kissling    | Catherine Frarier | Meredith Gardner |
| 21. Januar 1984  | Breckenridge      | CO    | Conny Kissling    | Catherine Frarier | Diana Williams   |
| 5. Februar 1984  | Courchevel        | CO    | Catherine Frarier | Conny Kissling    | Anne Gilbert     |
| 27. Februar 1984 | Göstling          | CO    | Catherine Frarier | Conny Kissling    | Meredith Gardner |
| 4. März 1984     | Oberjoch          | CO    | Conny Kissling    | Catherine Frarier | Eveline Wirth    |
| 9. März 1984     | Campitello Matese | CO    | Conny Kissling    | Catherine Frarier | Silvia Marciandi |
| 22. März 1984    | Sälen             | CO    | Conny Kissling    | Catherine Frarier | Meredith Gardner |
| 29. März 1984    | Tignes            | CO    | Conny Kissling    | Catherine Frarier | Eveline Wirth    |